# Монтроуз (Колорадо)
Вижте пояснителната страница за други населени места с името Монтроуз.
Монтроуз (на английски: Montrose) е град в окръг Монтроуз, щата Колорадо, САЩ. Монтроуз е с население от 15 479 жители (2006) и обща площ от 29,7 km². Намира се на 1770 m надморска височина. ЗИП кодът му е 81401, 81402, 81403, а телефонният му код е 970.